# Burkhard Schöps

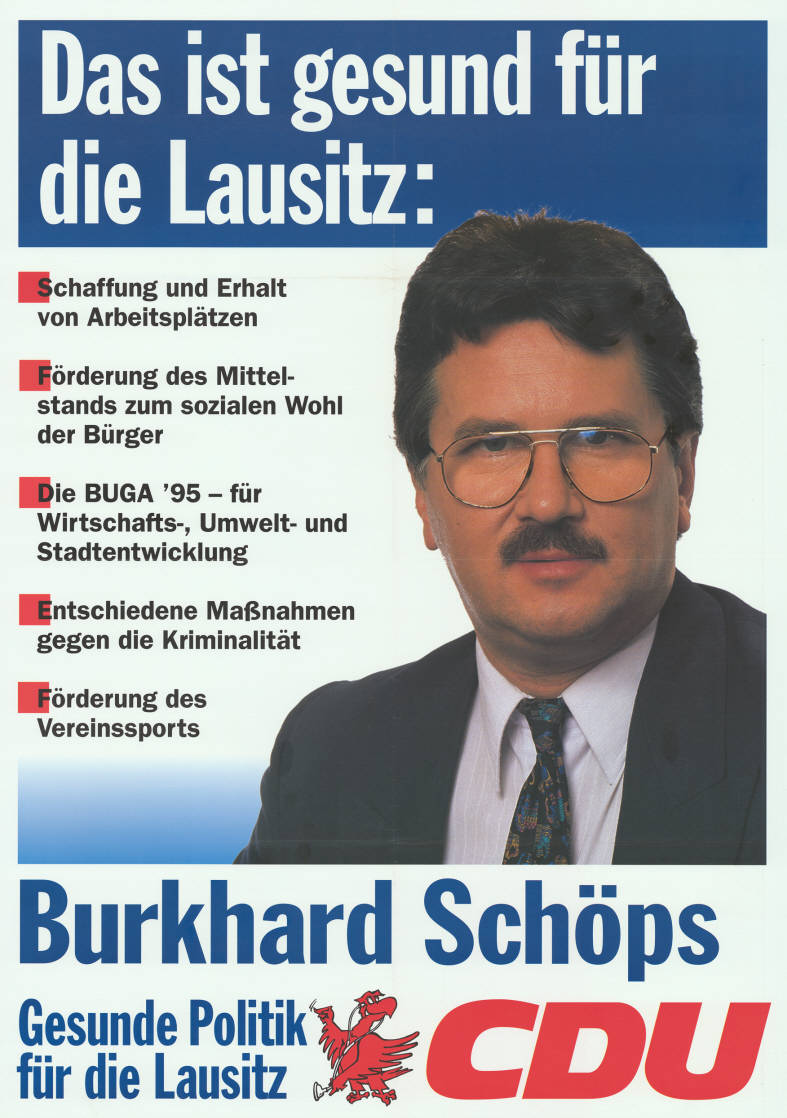
Kandidatenplakat zur Landtagswahl in Brandenburg 1994

Burkhard Schöps (* 8. Juli 1955 in Brandenburg an der Havel) ist ein deutscher Politiker (CDU).

## Leben und Beruf
Schöps besuchte die Schule in Nennhausen, bevor er von 1972 bis 1975 in Potsdam das Abitur und eine Berufsausbildung zum Baufacharbeiter machte. Er studierte von 1977 bis 1981 Bauingenieurwesen an der Hochschule in Cottbus und schloss als Diplom-Ingenieur für Industrie- und Spezialbau ab. Von 1981 bis 1986 war er als Bauingenieur bei der Deutschen Reichsbahn beschäftigt, dann war er bis 1990 Assistent an der Hochschule für Bauwesen Cottbus. Zwischen 1994 und 2000 war er als Geschäftsführer der BUGA Cottbus 95 GmbH tätig.
Er war zeitweise Mitglied des Präsidiums des Landessportbunds und Landesvorsitzender der brandenburgischen Sportjugend.

## Politik
Im Jahr 1990, zur Zeit der Wende in der DDR, trat Schöps in die CDU ein und wurde bald Vorsitzender der CDU-Ortsgruppe Cottbus-Mitte.
Nach der Kommunalwahl im Mai 1990 wurde er in Cottbus zum Beigeordneten gewählt und war bis 1994 Dezernent für Umwelt und Stadtwirtschaft. Er wurde für 1993 bis 1994 in die Cottbuser Stadtverordnetenversammlung gewählt und war dort CDU-Fraktionsvorsitzender. Er war zeitweise auch Vorsitzender des Aufsichtsrates der Cottbuser Recyclinggesellschaft.
Bei der Landtagswahl in Brandenburg 1999 trat Schöps als Direktkandidat im Wahlkreis 41 (Cottbus II) an. Schöps unterlag mit einem Ergebnis von 21,10 % der Erststimmen zwar deutlich gegen Manfred Stolpe von der SPD, der mit 53,70 % das Direktmandat gewann, Schöps zog aber über die Liste der CDU doch in den brandenburgischen Landtag ein. Er war Abgeordneter vom 29. September 1999 bis zum 13. Oktober 2004. Schöps war in dieser Zeit medienpolitischer Sprecher CDU-Landtagsfraktion und Mitglied des Ausschusses für Wissenschaft, Forschung und Kultur.